# Distrito de San Pablo (Mariscal Ramón Castilla)
El Distrito peruano de San Pablo es uno de los cinco distritos de la Provincia de Mariscal Ramón Castilla, ubicada en el Departamento de Loreto, bajo la administración del Gobierno regional de Loreto.
El distrito es conocido por ser asilo de los enfermos del mal de Hansen (lepra), donde el padre del expresidente Pedro Pablo Kuczynski, el Dr. Max Kuczynski brindó sus servicios profesionales como médico, dedicándose a la cura de los enfermos. Lugar donde también Ernesto Che Guevara trabajó como voluntario.
Desde el punto de vista jerárquico de la Iglesia católica forma parte del Vicariato Apostólico de San José de Amazonas.

## Historia
San Pablo fue fundado en 1926 como un caserío para albergar a personas enfermas de lepra, y no fue hasta 1948 cuando miembros de la Iglesia Católica fundan escuelas y hospitales para comenzar a dar un trato más humano a los enfermos.
El distrito de San Pablo fue creado mediante Ley N° 26240 del 19 de octubre de 1993, en el gobierno del Presidente Alberto Fujimori.

## Economía
Es un distrito ubicado en el mapa de pobreza como un distrito en Extrema Pobreza (Quintil 1) y se encuentra focalizado por el Fondo para la Inclusión Económica en Zonas Rurales – FONIE.

## Ubicación geográfica
Es un distrito que se encuentra ubicado en frontera viva, limítrofes con los países de Colombia (Leticia) y Brasil (Tabatinga). Para llegar se utiliza como medio de transporte el río Amazonas.

## Comunidades Campesinas y Nativas
San Pablo es un distrito con 24 Comunidades Campesinas y 24 Comunidades Nativas según el Sistema de Información sobre Comunidades Campesinas del Perú –SICCAM y el Sistema de información sobre comunidades nativas de la Amazonía peruana – SICNA.

## Autoridades

### Municipales
- 2023 - 2026[6]
  - Alcalde: Juan Lao Del Aguila, del Movimiento Esperanza Región Amazónica - MERA.
  - Regidores:

  1. Edwin Eli Heredia Garcia (Movimiento Esperanza Región Amazónica - MERA)
  2. Edgar Chavez Arancibia (Movimiento Esperanza Región Amazónica - MERA)
  3. Marisol Zabaleta Zambrano (Movimiento Esperanza Región Amazónica - MERA)
  4. Ivy Melina Pizango Chavez (Movimiento Esperanza Región Amazónica - MERA)
  5. Alfonso Rene Huacullo Lopez (Acción Popular)

Alcaldes anteriores
- 1995-1998: Juan Manuel Hernández Zumaeta, de L.I. Nro  3 Presencia Vecinal.
- 1999-2002: Kénder Flores Castro, del partido Somos Perú.
- 2003-2006: Eleodoro Murayari Tapayuri, del Frente Popular Agrícola FIA del Perú - FREPAP.
- 2007-2010: Adelmo Huanca Abad, de Restauración Nacional.
- 2011-2014: Mauro Ruiz Portal, del Movimiento Fuerza Loretana.
- 2015-2018: Mauro Ruiz Portal, del Movimiento Fuerza Loretana.
- 2019-2022: David Escobar Flores, Frente Popular Agrícola FIA del Perú - FREPAP.

## Festividades
- Julio 01: Santo Patrón.
- Octubre 19: Aniversario.

## Religiones
- Iglesia Católica.